# ريتا كوزنسكي
ريتا كوزنسكي( بالألمانية : Rita Kuczynski ) هي كاتبة وفليسوفة وصحفية ألمانية ، وُلدت في الخامس والعشرين من شهر فبراير ( شُباط ) لعام 1944 في مدينة نيدينبورغ في مازورين .

## حياتها
نشأت ريتا في برلين الغربية وبرلين الشرقية و من سنة 1956 حتى عام 1962 درست الموسيقى وعزف البيانو و الأورغ ، و كانت طالبة ماجستير تخصص بيانو في كونسرفاتوار سانت بطرسبرغ
، من 1965 حتى عام 1970 درست الفلسفة في جامعة لايبتزغ وجامعة هومبولت في برلين، و أصبحت معيدة في معهد الفلسفة في أكاديمية العلوم في جمهورية ألمانيا الديمقراطية . و تزوجت في السنة التالية توماس كوزنسكي . في عام 1975 حصلت على رسالة الدكتوراه بتقدير ممتازفي بحثها عن الفيلسوف الألماني جورج فيلهلم فريدريش هيغل. و عملت من عام 1981 حتى عام 1990 كصحفية حرة .
في عام 1987 استقبلت أساتذة زائرين من جامعة بافالو في الولايات المتحدة الأمريكية ، و ألقت محاضرات وندوات في جامعة كولومبيا وجامعة منيسوتاوجامعة ماريلاند و بالتأكيد في رابطة الدراسات الألمانية. بعد المظاهرات السلمية في جمهورية ألمانيا الديموقراطية انفصلت عن زوجها و ذهبت لجامعة تشيلي كأستاذة زائرة للغات . و من أجل الاعداد لرسالة علمية عن جابرييلا ميسترال ذهبت إلى سانتياغو وكونثبثيون (تشيلي) ولا سيرينا و فيكونا و مونتيغراندي .
و منذ أن حصلت على الطلاق في عام 1998 عملت كصحفية حرة و كاتبة في جريدة جنوب ألمانيا (بالألمانية : زود دويتشي تسايتونج)و في صحيفة فرانكفورتر العامة (بالألمانية :صحيفة فرانكفورتر العامة) ودي تسايت (الوقت) (بالألمانية:دي تسايت) و صحيفة تاجس شبيغل (بالألمانية :Tagesspiegel ) و جريدة برلين و الراديو الألماني في برلين و راديو بريمن .

## التكريمات
- منحة العمل لكتاب مجلس الشيوخ في برلين (1993)
- منحة من المؤسسة الصندوق الثقافي للولايات الجديدة (Stiftung Kulturfonds der neuen Bundesländer) (1994)
- منحة تشجيع الفانين في برلين (Berliner Künstlerförderung )(1955)
- منحة مركز الدراسات الأوروبية (1995)
- منحة التاريخ و قسم اللغات الحديثة و آدابها مُقدمة من جامعة بافالو في الولايات المتحدة الأمريكية(1995)
- منحة الآداب للمؤسسة البروسية للتجارة البحرية (1998)
- كاتبة في جامعة جونز هوبكينز في المعهد الأمريكي للدراسات الألمانية المعاصرة في واشنطن العاصمة(2001)
- جائزة أدبية مُقدمة من تشاينا تايم في تايوان
- عضو سابق في المعهد الأمريكي للدراسات الألمانية المعاصرة (2008)

## الأعمال

### روايات
- Nächte mit Hegel ( ليال مع البرد) (1984).
- Wenn ich kein Vogel wär (إذا لم أكن طائرًا )(1991).ISBN 3-612-27057-5.
- staccato ( شيء متقطع) (1997) . ISBN 3-612-65013-0.
- Mauerblume ( سور الورد) (1999). ISBN 3-546-00189-3.
- Die gefundene Frau (السيدة التي عُثر عليها)(2001). ISBN 3546-00308-X.
- Im Kreis ( في الدائرة ) (2010). ISBN 978-3-86931-411-2.
- Aber der Himmel war höher (و لكن السماء كانت أعلى ) (2014). ISBN 978-3-8442-9267-1 (E-Book)

### كتب متخصصة
- DDR – Ende mit Wende (جمهورية ألمانيا الديموقراطية - نهاية مع التغير)(1999) بالتعاون مع شتيفان موسس و هارلد ايجبرشت .ISBN 3-7757- 9005-5
- Die Rache der Ostdeutschen (انتقام الألمان الشرقيين ) (2002.); ISBN 3-932529-37-5
  - Im Westen was Neues – Ostdeutsche auf dem Weg in die Normalität (2003) ( ما الجديد في الغرب ) ISBN 3-932529-91-X.
  - Ostdeutschland war nie etwas Natürliches – Deutschlandkenner aus Mittel- und Osteuropa, Frankreich Großbritannien und den USA über das vereinte Deutschland (2005); ISBN 3-8660-1440-6.
  - Was glaubst du eigentlich? Weltsicht ohne Religion (ماذا تعتقد بالفعل ؟ اعتقاد عالمي بدون الدين)(2013); ISBN 978-3-86153-743-4.

### في الراديو
- Lacrimosa 1953 von Rita Kuczynski (37’) Hörspiel bei Prod.: DS Kultur .(1988)
- Maria oder Eine namenlose Geschichte. Regie: Günter Bormann. Prod.: Rundfunk der DDR. (1984)[3]
- Was ist ein Berg? Literarisches Feature über die chilenische Lyrikerin Gabriela Mistral. Regie: Horst Liepach. Prod.: DS Kultur,( 1199).

### فيلم روائي
فيلم (Zwischen Pankow und Zehlendorf) (بين بانكو و زيليندورف) عام 1991 ، وهو مقتبس عن رواية ريتا (إذا لم أكن طائرًا Wenn ich kein Vogel wär )و من إخراج هورست سيمان و سيناريو ريتا كوزنسكي .

### مقالات
- Sich nicht zur Unzeit begegnen – Ein Feature. In: Surviving the twentieth century; Social Philosophy from the Frankfurter School to the Columbia Faculty Seminars. Judith T. Marus editor Transaction Publishers. New Brunswick (USA) and London (U.K.), 1999, ISBN 1-56000-352-9, S. 295–311
  - Von der Stärke schwacher Bindungen – Essay - (Über die Zukunft menschlicher Beziehungen am Ende des Industriezeitalters in Europa.). In: Antoinette – Tarot der Europa; 1999, ISBN 3-932529-68-5, S-50-55.
  - Der Einstieg in den Ausstieg. In: Wolf Biermann und andere: Die Ausbürgerung. Anfang vom Ende der DDR. Fritz Pleitgen (Hg.). Ullstein, Berlin 2001, ISBN 3-89834-044-9, S. 148–151.

## وصلات خارجية
- ريتا كوزنسكي على موقع IMDb (الإنجليزية)
- ريتا كوزنسكي على موقع مونزينجر (الألمانية)
- ريتا كوزنسكي على موقع كينوبويسك (الروسية)

https://portal.dnb.de/opac.htm?method=simpleSearch&query=12141003X
http://rita-kuczynski.de/
http://www.literaturport.de/Rita.Kuczynski/
https://www.munzinger.de/search/klg/Rita+Kuczynski/781.html